# Xırdalan
Xırdalan és una ciutat i municipi, així com també la capital del districte d'Abşeron de l'Azerbaidjan. Té una població de 95.200 persones.
El 29 de novembre de 2006, l'assentament va obtenir l'estatus de ciutat després de la seva aprovació per l'Assemblea Nacional de l'Azerbaidjan.
Xırdalan és també la llar de la cerveseria més gran del país Baltika Baku, abans coneguda com a Xırdalan. El 2007 es va erigir un monument al president egipci, Hosni Mubàrak. Després de les protestes egípcies de 2011, l'oposició azerbaidjanesa, dirigida pel partit Müsavat, va exigir l'enderroc de l'estàtua, anomenant-la un "culte als ídols".

## Persones destacades
- Nabi Hazri — poeta, novel·lista i dramaturg, Poeta popular de l'RSS de l'Azerbaidjan (1984).[5]